# AKB48
AKB48 (scurt pentru Akihabara48) este o formație pop japoneză de fete, formată în 2005 la inițiativa textierului și producătorului japonez Yasushi Akimoto. Conceptul grupului este "idoli pe care îi poți întâlni"
În momentul de față acest grup este format din 6 echipe: Team A, Team K și Team B, Team 4, Team 8 și Team Kenkyuusei (lit. Student de Cercetare). 
AKB48 se bucură de mare popularitate în Japonia. A avut 39 single-uri consecutive pe primul loc în topul săptămânal Oricon și Billboard JAPAN. Cel mai recent single "Shitsuren, Arigatou" (失恋、ありがとう) a avut 1.182.585 CD-uri vândute în prima săptămână de la lansare.  
* la 7 februarie 2021

## Membre

### Team A
Căpitan: Minami Takahashi
- Misaki Iwasa (岩佐 美咲?) (n. 30 ianuarie 1995  în prefectura Chiba)
- Aika Ōta (多田 愛佳?) (n. 8 decembrie 1994  în prefectura Saitama)
- Shizuka Ōya (大家 志津香?) (n. 28 decembrie 1991  în prefectura Fukuoka)
- Haruka Katayama (片山 陽加?) (n. 10 mai 1990  în prefectura Aichi)
- Asuka Kuramochi (倉持 明日香?) (n. 11 septembrie 1989  în prefectura Kanagawa)
- Haruna Kojima (小嶋 陽菜?) (n. 19 aprilie 1988  în prefectura Saitama)
- Rino Sashihara (指原 莉乃?) (n. 21 noiembrie 1992  în prefectura Ōita)
- Mariko Shinoda (篠田 麻里子?) (n. 11 martie 1986  în prefectura Fukuoka)
- Aki Takajō (高城 亜樹?) (n. 3 octombrie 1991 în Tokio)
- Minami Takahashi (高橋 みなみ?) (n. 8 aprilie 1991 în Tokio)
- Haruka Nakagawa (仲川 遥香?) (n. 10 februarie 1992 în Tokio)
- Chisato Nakata (中田 ちさと?) (n. 8 octombrie 1990  în prefectura Saitama)
- Sayaka Nakaya (仲谷 明香?) (n. 15 octombrie 1991  în prefectura Iwate)
- Atsuko Maeda (前田 敦子?) (n. 10 iulie 1991  în prefectura Chiba)
- Ami Maeda (前田 亜美?) (n. 1 iunie 1995 în Tokio)
- Natsumi Matsubara (松原 夏海?) (n. 19 iunie 1990  în prefectura Fukuoka)

### Team K
Căpitan: Yuko Oshima
- Sayaka Akimoto (秋元 才加?) (n. 26 iulie 1988 în prefectura Chiba)
- Tomomi Itano (板野 友美?) (n. 3 iulie 1991 prefectura Kanagawa)
- Mayumi Uchida (内田 眞由美?) (n. 27 decembrie 1993 în Tokio)
- Ayaka Umeda (梅田 彩佳?) (n. 3 ianuarie 1989 în prefectura Fukuoka)
- Yūko Ōshima (大島 優子?) (n. 17 octombrie 1988 în prefectura Tochigi)
- Ayaka Kikuchi (菊地 あやか?) (n. 30 iunie 1993 în Tokio)
- Miku Tanabe (田名部 生来?) (n. 2 decembrie 1992 în prefectura Shiga)
- Tomomi Nakatsuka (中塚 智実?) (n. 18 iunie 1993 în prefectura Saitama)
- Moeno Nitō (仁藤 萌乃?) (n. 22 iulie 1992 în Tokio)
- Misato Nonaka (野中 美郷?) (n. 20 aprilie 1991 în prefectura Fukuoka)
- Reina Fujie (藤江 れいな?) (n. 1 februarie 1994 în prefectura Chiba)
- Sakiko Matsui (松井 咲子?) (n. 10 decembrie 1990 în prefectura Saitama)
- Minami Minegishi (峯岸 みなみ?) (n. 15 noiembrie 1992 în Tokio)
- Sae Miyazawa (宮澤 佐江?) (n. 13 august 1990 în Tokio)
- Yui Yokoyama (横山 由依?) (n. 8 decembrie 1992 în prefectura Kyoto)
- Rumi Yonezawa (米沢 瑠美?) (n. 6 iunie 1991 în prefectura Saitama)

### Team B
Căpitan: Yuki Kashiwagi
- Haruka Ishida (石田 晴香?) (n. 2 decembrie 1993 în prefectura Saitama)
- Tomomi Kasai (河西 智美?) (n. 16 noiembrie 1991 în Tokio)
- Yuki Kashiwagi (柏木 由紀?) (n. 15 iulie 1991 în prefectura Kagoshima)
- Rie Kitahara (北原 里英?) (n. 24 iunie 1991 în prefectura Aichi)
- Kana Kobayashi (小林 香菜?) (n. 17 mai 1991 în prefectura Saitama)
- Mika Komori (小森 美果?) (n. 19 iulie 1994 în prefectura Aichi)
- Amina Satō (佐藤 亜美菜?) (n. 16 octombrie 1990 în Tokio)
- Sumire Satō (佐藤 すみれ?) (n. 20 noiembrie 1993 în prefectura Saitama)
- Natsuki Satō (佐藤 夏希?) (n. 1 iulie 1990 în Sapporo, prefectura Hokkaidō)
- Shihori Suzuki (鈴木 紫帆里?) (n. 17 februamrie 1994 în prefectura Kanagawa)
- Mariya Suzuki (鈴木 まりや?) (n. 29 aprilie 1991 în prefectura Saitama)
- Rina Chikano (近野 莉菜?) (n. 23 aprilie 1993 în Tokio)
- Natsumi Hirajima (平嶋 夏海?) (n. 28 mai 1992 în Tokio)
- Yuka Masuda (増田 有華?) (n. 3 august 1991 în prefectura Osaka)
- Miho Miyazaki (宮崎 美穂?) (n. 30 iulie 1993 în Tokio)
- Mayu Watanabe (渡辺 麻友?) (n. 26 martie 1994 în prefectura Saitama)

### Team 4
Team 4 a fost anunțată data de 7 iunie 2011.
- Maria Abe (阿部 マリア?) (n. 29 noiembrie 1995 în prefectura Kanagawa)
- Miori Ichikawa (市川 美織?) (n. 12 februarie 1994 în prefectura Saitama)
- Anna Iriyama (入山 杏奈?) (n. 3 decembrie 1995 în prefectura Chiba)
- Mina Ōba (大場 美奈?) (n. 3 aprilie 1992 în prefectura Kanagawa)
- Haruka Shimazaki (島崎 遥香?) (n. 30 martie 1994 în prefectura Saitama)
- Haruka Shimada (島田 晴香?) (n. 16 decembrie 1992 în prefectura Shizuoka)
- Miyu Takeuchi (竹内 美宥?) (n. 12 ianuarie 1996 în Tokio)
- Mariya Nagao (永尾 まりや?) (n. 10 martie 1994 în prefectura Kanagawa)
- Shiori Nakamata (仲俣 汐里?) (n. 25 iulie 1992 în Tokio)
- Mariko Nakamura (中村 麻里子?) (n. 16 decembrie 1993 în prefectura Chiba)
- Suzuran Yamauchi (山内 鈴蘭?) (n. 8 decembrie 1994 în prefectura Chiba)

Pe data de 24 August, la concertul de la Tokyo Dome, Team 4 a fost desființată iar membrele formației au fost transferate la Grupa A , K sau B.

## Discografie

### Single-uri
| An   | #  | Titlu | Note | Poziția maximă              | Poziția maximă           | Poziția maximă            | Vânzări (Oricon) |
| An   | #  | Titlu | Note | Oricon Weekly Singles Chart | Billboard Japan Hot 100* | RIAJ Digital Track Chart* | Vânzări (Oricon) |
| ---- | -- | --- | --- | --------------------------- | ------------------------ | ------------------------- | ---------------- |
| 2006 | 1  | "Sakura no Hanabiratachi" (桜の花びらたち?) | Produse independent | 10                          |                          |                           | 46 000           |
| 2006 | 2  | "Skirt, Hirari" (スカート、ひらり?) | Produse independent | 13                          | 21 000                   |                           |                  |
| 2006 | 1  | "Aitakatta" (会いたかった?) | Single-ul de debut, prin casa de discuri DefSTAR Records Traducere: Am vrut să ne întâlnim                                                                                       | 12                          | 32**                     | 51 000                    |                  |
| 2007 | 2  | "Seifuku ga Jama o Suru" (制服が邪魔をする?) | Traducere: Uniforma mă deranjează | 7                           |                          | 22 000                    |                  |
| 2007 | 3  | "Keibetsu Shiteita Aijō" (軽蔑していた愛情?) | Traducere: Afecțiune disprețuită | 8                           | 23 000                   |                           |                  |
| 2007 | 4  | "BINGO!" | | 6                           | 26 000                   |                           |                  |
| 2007 | 5  | "Boku no Taiyō" (僕の太陽?) | Traducere: Soarele meu | 6                           | 29 000                   |                           |                  |
| 2007 | 6  | "Yūhi o Miteiru ka?" (夕陽を見ているか??) | Traducere: Privești apusul? | 10                          | 18 000                   |                           |                  |
| 2008 | 7  | "Romance, Irane" (ロマンス、イラネ?) | Traducere: Nu am nevoie de romantism | 6                           | 22                       | 23 000                    |                  |
| 2008 | 8  | "Sakura no Hanabiratachi 2008" (桜の花びらたち2008?) | Traducere: Petale de flori de cireș | 10                          | 26                       | 25 000                    |                  |
| 2008 | 9  | "Baby! Baby! Baby!" | Lansat în format digital |                             | ×                        |                           |                  |
| 2008 | 10 | "Ōgoe Diamond" (大声ダイヤモンド?) | Primul single lansat la casa de discuri King Records Traducere: Strigăt de diamant                                                                                               | 3                           | 13                       | 51**                      | 97 000           |
| 2009 | 11 | "10nen Zakura" (10年桜 Jūnen Zakura?) | Traducere: Flori de cireș de 10 ani | 3                           | 13                       |                           | 125 000          |
| 2009 | 12 | "Namida Surprise!" (涙サプライズ!?) | Traducere: Lacrimi surprinzătoare | 2                           | 5                        | 28                        | 169 000          |
| 2009 | 13 | "Iiwake Maybe" (言い訳Maybe?) | Traducere: Poate o scuză | 2                           | 2                        | 11                        | 145 000          |
| 2009 | 14 | "RIVER" | Traducere: RÂU | 1                           | 2                        | 17                        | 260 000          |
| 2010 | 15 | "Sakura no Shiori" (桜の栞?) | Traducere: Marcaje de petale de cireș | 1                           | 1                        | 15                        | 405 000          |
| 2010 | 16 | "Ponytail to Chouchou" (ポニーテールとシュシュ?) | Traducere: Codiță și elastic de păr | 1                           | 1                        | 4                         | 726 000          |
| 2010 | 17 | "Heavy Rotation" (ヘビーローテーション?) | Traducere: Rotație de neoprit | 1                           | 1                        | 1                         | 827 000          |
| 2010 | 18 | "Beginner" | Traducere: Începător | 1                           | 1                        | 2                         | 1 032 000        |
| 2010 | 19 | "Chance no Junban" (チャンスの順番?) | Traducere: Ordinul șanselor | 1                           | 1                        | 12                        | 693 000          |
| 2011 | 20 | "Sakura no Ki ni Narō" (桜の木になろう?) | Traducere: Să devenim un cireș | 1                           | 1                        | 3                         | 1 076 000        |
| 2011 | —  | "Dareka no Tame ni ~What can I do for someone?~" | Single caritabil, lansat în format digital |                             | 17                       | 2                         |                  |
| 2011 | 21 | "Everyday, Kachūsha" (Everyday、カチューシャ?) | Traducere: În fiecare zi, Katiușa | 1                           | 1                        | 1                         | 1 511 000        |
| 2011 | 22 | "Flying Get" (フライングゲット?) | | 1                           | 1                        | 1                         | 1 498 000        |
| 2011 | 23 | Kaze wa fuite iru (風は吹いている?) | Traducere: Vântul bate | 1                           | 1                        | 1                         | 1 457 000        |
| 2011 | 24 | Ue kara Mariko (上からマリコ?) | Traducere: Mariko de sus | 1                           | 1                        | 3                         | 1 304 000        |
| 2012 | 25 | Give Me Five! | | 1                           | 1                        | 1                         | 1 434 000        |
| 2012 | 26 | Manatsu no sounds good! (真夏のsounds good !?) | 23. toukokuuta 2012Traducere: Mijlocul verii Sună Bine! | 1                           | 1                        | 2                         | 1 797 000        |
| 2012 | 27 | Gingham Check (ギンガムチェック Gingamu Chekku?) | | 1                           | 1                        |                           | 1 316 240        |
| 2012 | 28 | UZA | Traducere: Enervant | 1                           | 1                        | 1 262 707                 |                  |
| 2012 | 29 | Eien pressure (永遠プレッシャー?) | Traducere: Presiune eternă | 1                           | 1                        | 1 206 054                 |                  |
| 2013 | 30 | So Long! | Traducere: Pe Curând! | 1                           | 1                        | 1 132 853                 |                  |
| 2013 | -  | Tenohira ga kataru koto (掌が語ること?) | Lansat în format digital | 1                           | 1                        | ×                         |                  |
| 2013 | 31 | Sayonara Crawl (さよならクロール?) | Traducere: La revedere Crawl | 1                           | 1                        | 1 955 162                 |                  |
| 2013 | 32 | Koi suru fortune cookie (恋するフォーチュンクッキー?) | Traducere: Prăjitură cu răvaș iubitoare | 1                           | 1                        | 1 479 036                 |                  |
| 2013 | 33 | Heart ereki (ハート・エレキ?) | Traducere: Inimă electrică | 1                           | 1                        | 1 282 830                 |                  |
| 2013 | 34 | Suzukake no ki no michi de ”kimi no hohoemi o yume ni miru” to itte shimattara bokutachi no kankei wa dō kawatte shimau no ka, bokunari ni nannichi ka kangaeta ue de no yaya kihazukashii ketsuron no yōna mono (鈴懸の木の道で「君の微笑みを夢に見る」と言ってしまったら 僕たちの関係はどう変わってしまうのか、僕なりに何日か 考えた上でのやや気恥ずかしい結論のようなもの?) | Traducere: O concluzie oarecum jenantă după ce ne-am gândit câteva zile oare cum s-ar schimba relația noastră dacă ți-aș spune ca îți „visez zâmbetul tău” pe drumul cu platani. | 1                           | 1                        | 1 081 658                 |                  |
| 2014 | 35 | Mae shika mukanē (前しか向かねえ?) | Traducere: Întotdeauna uite-te înainte | 1                           | 1                        | 1 115 616                 |                  |
| 2014 | 36 | Labrador retriever (ラブラドール・レトリーバー?) | | 1                           | 1                        | 1 787 367                 |                  |
| 2014 | 37 | "Kokoro no Placard" | Traducere: Pancarta inimii | 1                           | 1                        | 1 061 976                 |                  |
| 2014 | 38 | "Kibōteki Refrain" | Traducere: Refren plin de speranță | 1                           | 1                        | 1 199 429                 |                  |
| 2015 | 39 | "Green Flash" | Traducere: Lumină verde | 1                           | 1                        | 1 045 492                 |                  |
| 2015 | 40 | "Bokutachi wa Tatakawanai" | Traducere: Nu luptăm | 1                           | 1                        | 1 782 897                 |                  |
| 2015 | 41 | "Halloween Night" | Traducere: Noapte de Halloween | 1                           | 1                        | 1 331.573                 |                  |
| 2015 | 42 | "Kuchibiru ni Be My Baby" | Traducere: Pe buzele tale Be my Baby | 1                           | 1                        | 1 090 171                 |                  |
| 2016 | 43 | "Kimi wa Melody" | Traducere: Tu ești o melodie | 1                           | 1                        | 1 295 645                 |                  |
| 2016 | 44 | "Tsubasa wa Iranai" | Traducere: Nu am nevoie de aripi | 1                           | 1                        | 1 519 387                 |                  |
| 2016 | 45 | "LOVE TRIP / Shiawase wo Wakenasai" | Traducere: CĂLĂTORIE DE DRAGOSTE / Împarte bucuria | 1                           | 1                        | 1 217 750                 |                  |
| 2016 | 46 | "High Tension" | Traducere: Entuziasm mare | 1                           | 1                        | 1 218 677                 |                  |
| 2017 | 47 | "Shoot Sign" | Traducere: Semn de tragere | 1                           | 1                        | 1 080 818                 |                  |
| 2017 | 48 | "Negaigoto no Mochigusare" | Traducere: Dorințe distruse | 1                           | 1                        | 1 385 393                 |                  |
| 2017 | 49 | "#SukiNanda" | Traducere: #Îmiplaci | 1                           | 1                        | 1 120 617                 |                  |
| 2017 | 50 | "11gatsu no Anklet" | Traducere: Gleznă de Noiembrie | TBA                         | TBA                      | TBA                       |                  |

*Billboard Japan Hot 100 a fost creat în februarie 2008, RIAJ Digital Track Chart a fost creat în aprilie 2009.

**în 2010

### Albume

#### Albume de studio
| An   | # | Titlu și informații generale | Poziția maximă             | Vânzări (Oricon) | Certificații (RIAJ)         |
| An   | # | Titlu și informații generale | Oricon Weekly Albums Chart | Vânzări (Oricon) | Certificații (RIAJ)         |
| ---- | - | --- | -------------------------- | ---------------- | --------------------------- |
| 2008 | 1 | Set List ~Greatest Songs 2006–2007~ (SET LIST～グレイテストソングス 2006-2007～?) - Lansare: 1 noiembrie 2008 - Relansat pe 14 iulie 2010 sub titlul Set List ~Greatest Songs~ Kanzenban - Casă de discuri: DefSTAR Records (DFCL-1429/30 (Limited), DFCL-1431 (Regular), DFCL-1653 (Kanzen)*) | 29 2*                      | 54 000 152 000*  | Platină (250 000+)          |
| 2010 | 2 | Kamikyokutachi (神曲たち?) - Lansare: 7 aprilie 2010 - Casă de discuri: King Records (KIZC-65/6 (Regular), NKCD-6512/3 (Theater)) | 1                          | 523 000          | 2× Platină                  |
| 2011 | 3 | Koko ni Ita Koto (ここにいたこと?) - Lansare: 8 iunie 2011 - Casă de discuri: King Records (KIZC-90117/8 (Limited), KIZC-117/8 (Regular), NKCD-6546 (Theater)) | 1                          | 803 000+         | Milion (1 000 000+)         |
| 2012 | 4 | 1830m - Lansare: 15 august 2012 - Casă de discuri: King Records (KIZC-163/4/5, NKCD-6611/2) | 1                          | 1 042 879        | Miljoona (1 000 000+)       |
| 2014 | 5 | Tsugi no ashiato - Lansare: 22 ianuarie 2014 - Casă de discuri: King Records (KIZC-90240/1/2, KICS3014/5/6/7, NKCD-6655) | 1                          | 1 028 899        | Milion (1 000 000+)         |
| 2015 | 6 | Koko ga Rhodes da, Koko de Tobe! (ここがロドスだ、ここで跳べ!?) - Lansare: 21 ianuarie 2015 - Casă de discuri: King Records (KIZC-90265/7 (Limited), KICS-3162/3/4/5 (Regular Type A/B), NKCD-6695 (Theater))                                                                                  | 1                          | 746 717          | tripla platină (1 000 000+) |
| 2015 | 7 | 0 to 1 no Aida (0と1の間?) - Lansare: 18 noiembrie 2015 - Casă de discuri: King Records KICS-3312/3 (No.1 Singles), KICS-3314/5 (Million Singles), KIZC-90343/6 (Complete Singles), NKCD-6720/1 (Theater))                                                                                     | 1                          | 625 756          | tripla platină (1 000 000+) |
| 2017 | 8 | Thumbnail (サムネイル?) - Lansare: 25 ianuarie 2017 - Casă de discuri: King Records (KIZC-370/1 (Type A), KICS-3468 (Type B), NKCD-6777 (Theater ed.) | 1                          | 609 565          | 623 132                     |

*în 2010 sub titlul de Set List ~Greatest Songs~ Kanzenban (SET LIST～グレイテストソングス～完全盤?)